# Frank Ordon
Frank Ordon (* 17. Mai 1963 in Hildesheim) ist ein deutscher Agrarwissenschaftler mit Spezialgebiet Pflanzenbau und Pflanzenzüchtung. Er ist Hochschullehrer an der Martin-Luther-Universität Halle, übernahm 2002 die Leitung des Institutes für Epidemiologie und Resistenzressourcen in Aschersleben bzw. des Fachinstituts für Resistenzforschung und Stresstoleranz und ist seit Januar 2019 Präsident des Julius Kühn-Instituts (JKI) mit Hauptsitz in Quedlinburg.

## Leben und Wirken
Ordon studierte Agrarwissenschaften an der Justus-Liebig-Universität Gießen (1983–1989). Als Doktorand von Wolfgang Friedt schrieb er seine Dissertation zum Themaː
Genetische Analyse der Resistenz exotischer Gersten gegen bodenbürtige, mosaikinduzierende Viren mit der er im Institut für Pflanzenbau und Pflanzenzüchtung in Gießen promovierte. Mit seiner Habilschriftː Markergestützte Selektion in der Resistenzzüchtung beim Getreide – unter besonderer Berücksichtigung des Pathosystems Gerste (Hordeum vulgare L.)-Bymoviren (BaMMV, BaYMV, BaYMV-2) 1998 erfolgte die Habilitation und die Verleihung der „venia legendi“ für Pflanzenzüchtung und speziellen Pflanzenbau in Gießen.
Im Jahr 2002 wechselte Ordon an die Bundesanstalt für Züchtungsforschung an Kulturpflanzen nach Aschersleben, um hier die Leitung des Institutes für Epidemiologie und Resistenzressourcen zu übernehmen. Mit der Errichtung des Julius Kühn-Instituts im Jahr 2008, wurde er Leiter des neuen Fachinstituts für Resistenzforschung und Stresstoleranz, das in Quedlinburg und am Versuchsstandort Groß Lüsewitz in Mecklenburg-Vorpommern angesiedelt ist.
Seit 2012 lehrt Ordon als Professor an der Martin-Luther-Universität Halle.
Im Jahr 2016 wurde Ordon zusätzlich zum Vizepräsident des JKI und damit zum Stellvertreter von Georg F. Backhaus berufen, dessen Nachfolger als Präsident des JKI er zum Jahresbeginn 2019 wurde.
Ordon ist verheiratet und hat zwei Töchter.

## Engagements und Ehrungen
Die wissenschaftliche Leistung von Ordon liegt in der Aufklärung der genetischen Grundlagen der Reaktion verschiedener Kulturpflanzenarten gegenüber biotischem und abiotischem Stress und deren Nutzbarmachung mittels molekularer Methoden zur Verbesserung der Resistenz- und Toleranzeigenschaften. Diese Arbeiten leisten damit einen wichtigen Beitrag zu einer umwelt- und verbraucherfreundlichen Pflanzenproduktion sowie zur Anpassung unserer Kulturpflanzen an den Klimawandel.
National und international ist Ordon engagiert u. a. als Geschäftsführender Vizepräsident der Gesellschaft für Pflanzenzüchtung e.V. (GPZ). Ordon war von 2008 bis 2015 Mitglied im Genbank-Beirat des Leibniz-Institutes für Pflanzengenetik und Kulturpflanzenforschung (IPK) in Gatersleben und von 2012 bis 2015 dessen Vorsitzender. Weiterhin ist er im Beirat der Landessaatzuchtanstalt der Universität Hohenheim aktiv und Vorsitzender des wissenschaftlichen Beirates der Gemeinschaft zur Förderung von Pflanzeninnovation (GFPi).
Er ist in Schriftleitungen von vier renommierten Fachzeitschriften tätig und Schriftleiter der Zeitschrift „Plant Breeding“. Ordon ist Mitglied des wissenschaftlichen Beirates des Crop Research Institute in Prag und Vorsitzender des Research Committee der Wheat Initiative, einer internationalen Forschungsinitiative zur Verbesserung des Brotgetreides Weizen.
1995 wurde Ordon mit dem „Kurt von Rümker“-Preis der Gesellschaft für Pflanzenzüchtung (GPZ) ausgezeichnet.